# Плюмергат
Плюмергат (фр. Plumergat) — коммуна на северо-западе Франции, находится в регионе Бретань, департамент Морбиан, округ Лорьян, кантон Оре. Расположена в 17 км к северо-западу от Вана и в 41 км к востоку от Лорьяна, в 10 км от национальной автомагистрали N165.
Население (2019) — 4 178 человек.

## Достопримечательности
- Церковь Святого Тюрьо XII века в романском стиле
- Рядом стоящие часовни Троицы XV века и Святого Серватия XVII века

## Экономика
Структура занятости населения:
- сельское хозяйство — 18,9 %
- промышленность — 2,9 %
- строительство — 11,8 %
- торговля, транспорт и сфера услуг — 25,1 %
- государственные и муниципальные службы — 41,3 %

Уровень безработицы (2018) — 8,4 % (Франция в целом —  13,4 %, департамент Морбиан — 12,1 %). 

Среднегодовой доход на 1 человека, евро (2018) — 22 290 (Франция в целом — 21 730, департамент Морбиан — 21 830).

## Демография
Динамика численности населения, чел.

## Администрация
Пост мэра Плюмергата с 2020 года занимает Сандрин Кадоре (Sandrine Cadoret). На муниципальных выборах 2020 года возглавляемый ею центристский список победил в 1-м туре, получив 68,72 % голосов.
| Период | Период | Фамилия              | Партия                                  | Примечания                                                        |
| ------ | ------ | -------------------- | --------------------------------------- | ----------------------------------------------------------------- |
| 1953   | 1975   | Жозеф Кофрма старший |                                         |                                                                   |
| 1975   | 1984   | Жозеф Кофрма младший |                                         |                                                                   |
| 1984   | 2001   | Луи Жеанно           |                                         | медицинский работник                                              |
| 2001   | 2020   | Мишель Жалю          | Союз за народное движение Республиканцы | работник фонда медицинского страхования, член Совета департамента |
| 2020   |        | Сандрин Кадоре       |                                         |                                                                   |

## Знаменитые уроженцы
- Сибилл Рикетти де Мирабо, графиня де Мартель (Жип) (1849-1932), писательница, автор больше ста романов и новелл, популярных на рубеже XIX-XX веков

## Галерея

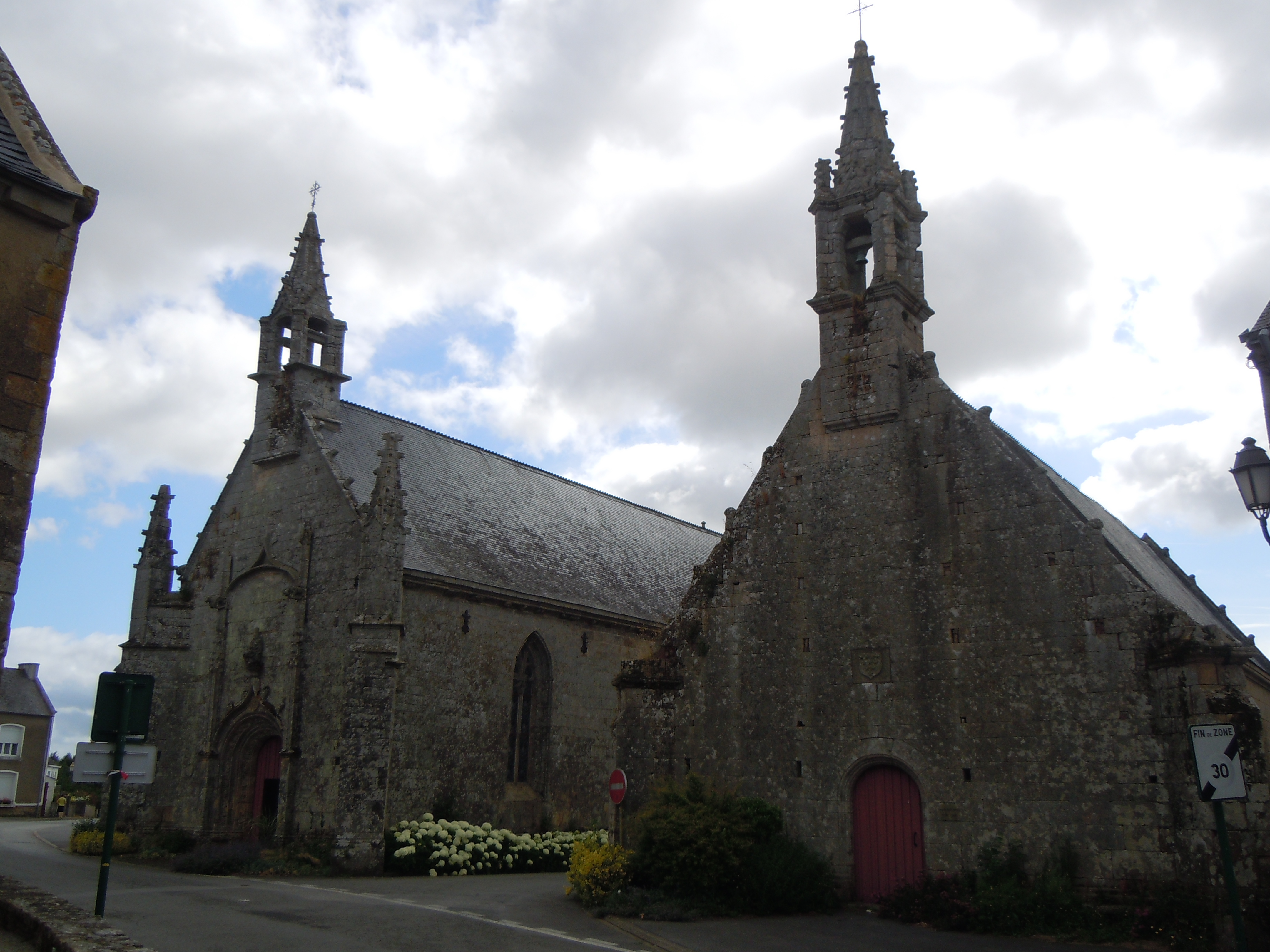
Часовни Троицы и Святого Серватия

1. 1 2  база данных о французских коммунах — Национальный географический институт Франции, 2015.